# Afrocamilla bispinosa
Afrocamilla bispinosa är en tvåvingeart som beskrevs av Barraclough och Wheeler 1995. Afrocamilla bispinosa ingår i släktet Afrocamilla och familjen gnagarflugor.
Artens utbredningsområde är Kalifornien. Inga underarter finns listade i Catalogue of Life.